# Asaf Jah V.

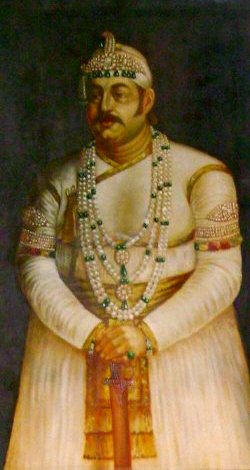
Asaf Jah V

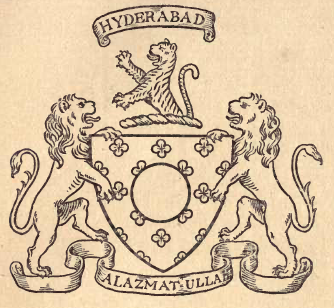
Wappen der Herrscher von Hyderabad zur Kolonialzeit

Mir Tahniath Ali Khan Afzal ad-Daulah  Asaf Jah V. (* 11. Oktober 1827; † 26. Februar 1869), GCSI, war von 1857 bis 1869 der absolutistische Herrscher des indischen Fürstenstaats Hyderabad. Unter seinem mächtigen Diwan Salar Jung I. wurden Reformen der Staatsverwaltung wie die Einteilung des Landes in Distrikte eingeführt. Durch diese Reformen wurden die Staatsfinanzen auf eine moderne, solide Grundlage gestellt. Seine Hauptfrau war die Wadid-u-Nisa Begum.

## Herrschaft

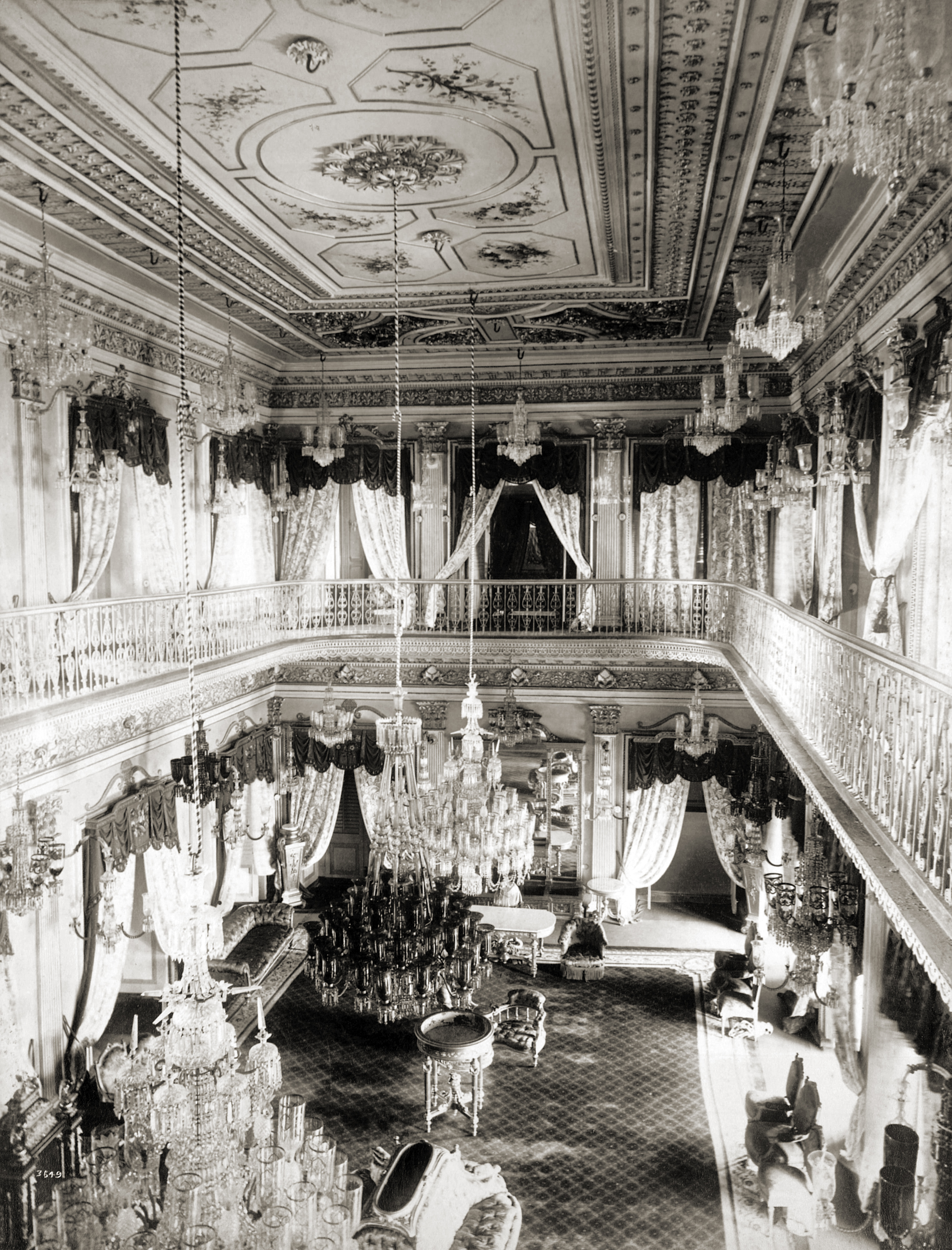
„Drawing Room“ des Chowmahalla-Palasts mit seinen berühmten 19 Kristalllüstern, für deren Reinigung 38 Mann angestellt waren

Schon seit 1853 unterstand die Verwaltung des Landes Salar Jung I., der begonnen hatte, die Staatsfinanzen durch Einführung einer Buchführung in Ordnung zu bringen. Zu dieser Zeit waren die Finanzen durch die zahlreichen Mittelsmänner und die dem muslimisch-despotischen Herrschaftssystem inhärente Korruption zerrüttet. 

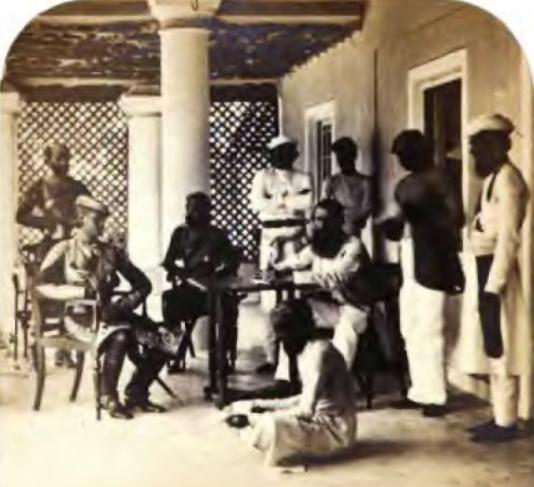
Die tatsächlichen Machtverhältnisse in Hyderabad: Sitzend mit Bart der britische Kommandant. Dahinter stehend im weißen Hemd der Polizeichef (1862)

Kurz nach der Thronbesteigung Asaf Jahs V. am 18. Mai 1857 brach der Sepoy-Aufstand aus. Der Nizam wurde von den Wahhabiten, Anhängern des Shah Waliullah, die eine besonders puritanische Interpretation des Islams predigten, in seiner Position bedroht. Die aufständischen Rohillas griffen am 17. Juli 1857 den Sitz des britischen Residenten Cuthbert Davidson (1810–1862) an. Salar Jung hatte jedoch von den Plänen erfahren und die Briten gewarnt, so dass diese unter dem Kommando von Colonel Briggs die Attacke zurückschlagen konnten. Nach Ansicht der britischen Kolonialherren wurde die Ausbreitung des Aufstandes ins südliche und westliche Indien dadurch verhindert, dass der Nizam keinerlei Sympathie für die Aufständischen zeigte. Ebenfalls loyal blieb das Hyderabad Contingent, das, in Secunderabad stationiert und vom Nizam bezahlt, den Briten unterstellt war und in den folgenden 15 Monaten in der Präsidentschaft Bombay die Aufständischen bekämpfte.
In Wirklichkeit war die Diplomatie das Verdienst des Diwan, sie wurde jedoch dem Herrscher zugeschrieben, der sich nach 1858 dann „Faithful Ally of the British Government“ nennen durfte. Als weitere Belohnung wurden ihm 1861 ½ Mio. Schulden erlassen, er erhielt die Überschüsse von Berar und das Gebiet von Sholapur.
Der Nizam selbst nahm wenig Anteil an den Regierungsgeschäften, die dem energischen Diwan oblagen, der in den 30 Jahren seiner Amtszeit die Staatseinnahmen vervierzigfachte und auch nach 1869 als Regent für Asaf Jah VI. die Macht in Händen hielt. 
Der Chowmahalla-Palast, ein Beispiel extremer orientalischer Prachtentfaltung, begonnen um 1750, wurde während der Herrschaft Asaf Jahs V. vollendet. Den Bauern des Landes verblieb nach Zahlung von Pacht und Steuern selten ein Drittel ihrer Ernte. Die Folter wurde erst 1865 abgeschafft.
Begraben wurde der Nizam in der Mekka-Moschee der Hauptstadt.